# Ramon Usó i Guerola
Ramon Usó i Guerola (Borriana, 1965 – 2021) fou un fotògraf i fotoperiodista valencià que va conrear múltiples gèneres: retrat, fotografia artística, reportatges, publicitat i fotografia de viatge. Va realitzar les fotografies dels llibres gastronòmics La memòria del sabor i El rebost perfecte. La cuina de Miquel Barrera, ambdós de l'escriptor Joan Garí, amb qui també va publicar molts reportatges de viatges arreu del món (L'Havana, Istanbul, Jerusalem, Amsterdam, Txernòbil...) per als diaris Ara, El País i Público, entre d'altres.
Fou membre de l'Associació de Fotògrafs Professionals de València, de la Federación Española de Profesionales de la Fotografía y de la Imagen i de la Federation of European Professional Photographers. Va morir en juny de 2021 a 55 anys a causa d'una malatia sobtada.